# Campagne d'Orient (1813)
 (décembre 2023).
Si vous disposez d'ouvrages ou d'articles de référence ou si vous connaissez des sites web de qualité traitant du thème abordé ici, merci de compléter l'article en donnant les références utiles à sa vérifiabilité et en les liant à la section « Notes et références ».
Batailles
m
- Güiria
- Irapa
- Maturín (1re)
- Maturín (2e)
- Alto de Los Godos

La Campagne d'Orient de 1813 est une campagne militaire entreprise par les chefs indépendantistes des régions orientales du Venezuela, qui aboutit à la libération de l'est du territoire vénézuélien.

## Contexte
Après la victoire royaliste de 1812 et la chute de la Première République du Venezuela, de nombreux patriotes vénézuéliens émigrèrent aux Antilles. Plusieurs patriotes orientaux émigrèrent sur l'île de la Trinité, d'où ils planifièrent une offensive continentale avec pour objectif la libération des territoires orientaux du Venezuela.
De la Trinité, ils passèrent sur l'îlot de Chacachacare, où une assemblée nomma Santiago Mariño chef de l'expédition, et planifia les différentes opérations de l'offensive.

## Déroulement
Les préparatifs achevés, les orientaux embarquèrent sur une goélette chargée d'armes et de munitions, et atteignirent la terre ferme, après avoir traversé les Bouches du Dragons. Ils débarquèrent sur la péninsule de Paria. Ces patriotes, connu comme « Les Quarante-cinq de Chacachar »e, se divisèrent en deux groupes, l'un commandé par Santiago Mariño, l'autre par José Francisco Bermúdez.
La colonne de Mariño assaillit et prit Güiria le 13 janvier 1813 grâce à une attaque de type commando. Bermúdez utilisa la ville comme tête de pont pour lancer son expédition sur Cumaná. Le 15 janvier, il prend Irapa, qui était sur sa route. Francisco Cerveriz, lieutenant de Monteverde, essaiera de la reprendre, mais sans succès, et se retirera à Yaguaraparo. Le frère de Bermúdez, José Bernardo, prend Maturín le 2 février.
Les succès indépendantistes parvinrent à Domingo Monteverde, qui quitta La Guaira à la tête de quelque 550 hommes, afin de reprendre les territoires orientaux. Il essaye de reprendre Maturín le 25 mai 1813, mais il est mis en déroute à la bataille du Alto de Los Godos par les forces républicaines de Manuel Piar, parmi lesquelles comptaient de nombreuses femmes, dont Juana Ramírez « La Avanzadora ».
Domingo Monteverde délègue le commandement des opérations en orient au général Juan Manuel Cajigal, et se dirige vers Caracas, via Barcelona, afin d'empêcher l'invasion occidentale du pays par Bolivar.
Santiago Mariño entre à Cumaná le 3 août 1813, puis à Barcelona le 19 août.